# Mistral (Marke)

Logo

Mistral ist eine niederländische Produktmarke im Windsurfsport. Ursprünglich wurden unter diesem Markennamen Surfbretter vertrieben, mittlerweile umfasst das Produktangebot neben Windsurfen, Segeln und Zubehör auch Sportbekleidung, Schuhe und Stehpaddel-Boards. Als Markeninhaber ist die Mistral International BV mit Sitz in Wierden (Niederlande) eines der führenden Unternehmen für Surf- und Segelausrüstung sowie für Sportbekleidung.

## Geschichte
Die ursprünglich schweizerische Marke Mistral wurde 1976 gegründet und konzentrierte sich zunächst auf den Windsurf-Sektor. Mit Hilfe von Mistral erlangte der Windsurfsport einen internationalen Status, auch auf Grund der Erfolge des so genannten „Mistral World Cup Team“, das mit bekannten Surfern wie Robby Naish, Frank Maass oder Pete Cabrinha zahlreiche Titel bei internationalen Windsurf-Wettbewerben verschiedener Disziplinen gewann. Innerhalb kurzer Zeit entwickelte sich Mistral zum Standardanbieter für Windsurf-Ausrüstung. So ist beispielsweise das Surfbrett Mistral Competition mit 270.000 Exemplaren bis heute eines der meistverkauften Surfbretter überhaupt. Weitere bekannte Modelle, die viele Jahre in Folge weiterentwickelt und produziert wurden, sind der Mistral Screamer, das Explosion, das Kailua oder das Syncro.
Auch in verwandten Wassersportarten, wie dem Snowboarden, dem Kitesurfen und dem Segeln, betätigte sich Mistral, jedoch weniger erfolgreich.
Ende der 1990er Jahre schwand die Verbreitung und Beliebtheit der Mistral Boards. Als Ursachen lassen sich auf der einen Seite externe Faktoren wie ein allgemein sinkendes Interesse am Windsurfsport, sowie ein steigender Konkurrenzdruck durch neue Marken vermuten, auf der anderen Seite jedoch auch hausgemachte Faktoren: So entstand in der Öffentlichkeit der Eindruck, Mistral entwickle sich nicht weiter und ruhe sich auf seiner Marktposition aus, denn Innovationen bei der Produktionstechnik sowie den Shapes kamen häufig nicht mehr aus dem Hause Mistral. Neue ungünstige Vertriebsstrukturen erschwerten den Vertrieb von Mistral  – so wurde beispielsweise durch die Übernahme von Alleinvertriebsrechten für mehrere Marken hausinterne Konkurrenz geschaffen, was teilweise das Marketing und den Absatz behinderte. In Deutschland beispielsweise wurden zeitweise die Boardmarken F2, Fanatic und Mistral vom selben Distributor angeboten.

## Heutige Situation
Seit Juli 2009 liegt die Lizenz für Mistral Surfboards bei Anders Bringdal, dem Windsurf World Cup Gewinner im Slalom der Herren 1987 und im Kursrennen der Herren von 1988, der nun von Marseille aus unter dem Firmennamen Sarlu Bringdal International die Mistral Boards weiterentwickelt, testet und weltweit vertreibt. Die Mistral Boards werden nun in Vietnam gefertigt und momentan in 34 Ländern der Welt und auf fünf Kontinenten vertrieben (Stand Oktober 2011).
Zudem hat Mistral in den letzten Jahren das Segment des Stand Up Paddling ausgebaut.